# Hemsby
Hemsby är en ort och civil parish i Storbritannien.   Den ligger i grevskapet Norfolk och riksdelen England, i den sydöstra delen av landet, 180 km nordost om huvudstaden London. Hemsby ligger 9 meter över havet och antalet invånare är 5 444.
Terrängen runt Hemsby är mycket platt. Havet är nära Hemsby åt nordost.  Närmaste större samhälle är Great Yarmouth, 10,2 km söder om Hemsby. 